# Benito de San Juan
Benito de San Juan (1727 — Talavera de la reina, 8 de gener, 1809), va ser un oficial de l'Exèrcit Espanyol i general de les Forces Espanyoles durant la Guerra del Francès.

## Carrera
San Juan va tenir diversos llocs tant administratius com operacionals a l'Exèrcit de Terra d'Espanya anterior a la Guerra de la independència espanyola, període durant el qual va veure acció durant la Guerra de les Taronges i la rebel·lió del País Basc coneguda com la Matxinada. Tot i això, després de la conquesta francesa d'Espanya i la instal·lació del rei titella Josep Bonaparte (que va convertir Espanya en un estat satèl·lit de França), San Juan va servir als Exèrcits d'Espanya durant la guerra de la independència espanyola fins a la seva mort el 1809.
És majorment conegut per haver muntat una fútil defensa de Madrid durant la qual va fungir com a comandant de totes les forces espanyoles a la batalla de Somosierra, va enfrontar-se a Napoleó en persona.

## Trajectòria
Era el general al comandament durant la batalla de Somosierra, el 30 de novembre de 1808, on la molt superior artilleria espanyola, va ser ràpidament inutilitzada contra pronòstic inicial per una famosa càrrega costa amunt de la cavalleria Polaca; va ser l'única ocasió a la Guerra de la Independència en què Napoleó Bonaparte va exercir el comandament directe de les tropes durant el combat.
En la seva carrera militar destaca la seva participació com a tinent coronel d'Hússars a la invasió franco-espanyola de Portugal (1801), coneguda com a Guerra de les Taronges. Manuel Godoy el va ascendir a coronel, i el 1802 va ser nomenat cap de la Guàrdia personal del llavors anomenat Príncep de la Pau. El 1802 va ascendir al llavors rang de Brigadier. El 1805, va rebre el despatx de Mariscal (que corresponia a un grau de General). El 21 de setembre de 1804 San Juan va ser nomenat governador polític i corregidor de Biscaia durant l'època d'una revolta popular coneguda com la Matxinada, la qual San Juan va ser l'encarregat de suprimir (la qual cosa va aconseguir reeixidament) i durant el qual les lleis es van veure suspeses i es va instaurar la llei marcial amb San Juan com a governador absolut durant aquest període.
Després d'això ia partir de 1807, San Juan va ser fungit com a inspector general, primer com a inspector general d'Infanteria el 1807 i després inspector general de la Cavalleria de Línia el 1808.
Quan es va donar l'ofensiva dirigida per Napoleó en persona contra Madrid a finals de 1808, San Juan va ser precipitadament elegit com a comandant d'un acabat de formar Exercit de Castella la Nova, unitat que va dirigir a la Somosierra.

## Batalla de Somosierra
A finals de novembre de 1808, Napoleó va prendre personalment el comandament de l'exèrcit francès i va organitzar una nova invasió d'Espanya; en resposta, la Junta Suprema Central va assignar al general San Juan la tasca de protegir Madrid amb un contingent de 12.000 soldats, la majoria dels quals eren civils acabats de reclutar. San Juan va tractar d'aturar Napoleó a un pas de muntanya conegut com Somosierra, en una posició defensiva increïblement forta i que en teoria semblava ser impregnable.
No obstant això, durant la subseqüent batalla de Somosierra, Napoleó va aconseguir sorprendre San Juan amb una sobtada càrrega de cavalleria de caràcter gairebé suïcida per genets polonesos. la meitat de la línia de batalla i van deshabilitar tota l'artilleria i van capturar totes bateries espanyoles; el mateix San Juan va patir diverses ferides durant el combat.
La derrota va causar que la resta de les tropes espanyoles fugissin immediatament mentre que tots els oficials espanyols (incloent tots els coronels i tots els tinents coronels) van ser capturats pels francesos. Per la seva banda, San Juan va tractar sense èxit d'aturar-los i reorganitzar una nova posició defensiva.
L'anunci de la derrota de Somosierra va causar pànic a Madrid, on les autoritats van formar improvisadament la Junta Permanent de Defensa per dirigir la defensa de la ciutat que evidentment estava a punt de ser assetjada la qual cosa va passar ràpidament, i quan Napoleó va arribar a la ciutat negoci la rendició de Madrid amb aquesta junta però aviat va perdre la paciència i va iniciar un breu però intens bombardeig de la ciutat i després la junta es va rendir incondicionalment l'1 de desembre de 1808.

## Mort
Després de la batalla, San Juan va morir assassinat quan va ocórrer un motí a Talavera per part de tropes espanyoles el 7 de gener de 1809; les tropes es trobaven desmoralitzades per la derrota al port de muntanya de Somosierra; derrota havia deixat obert el pas a Napoleó per a la presa de Madrid. Abans de ser assassinat, San Juan s'havia refugiat a la nit del 6 de gener en un convent agustí on va rebre tractament per a les ferides que va patir a la batalla,22 però la matinada de l'endemà va arribar un grup de soldats aparentment liderats per un frare; els soldats van acusar San Juan de covardia i d'haver estat subornat pels francesos per perdre la batalla de Somosierra. San Juan tracte de raonar amb els soldats i quan això no funciono tracte de defensar-se amb el seu sabre;2417 en veure's atrapat, San Juan va tractar de llançar-se per una finestra però va ser sotmès.
Després d'això, els soldats van detenir el general durant un dia sencer durant el qual va ser abusat físicament i torturat. Finalment, els soldats amotinats van matar San Juan de tres trets.

En aquesta revolta miraculosament va salvar la vida el famós general Castaños, heroi de la batalla de Bailén, que va estar a punt de córrer la mateixa sort que San Juan.
| « | "En aquest dia al matí (7 de desembre), diversos dispersos en la marxa des de Guadarrama, cridant traïdor, traïdor, que ha venut a Somosierra, es presenten a la cel·la del convent d'Agustinos on estava allotjat San Juán. Els capitanejava un frare i potser els movien altres persones interessades que no existís qui podia descobrir la seva conducta covard dels dies anteriors, emprendre la seva apologia davant d'aquells furiosos i per defensar-se amb el seu sabre, quan no aplacant-los les raons li va escometre un granader, però per fi desarmat, en voler llançar-se per una finestra, tres trets que va rebre li van treure la vida." | » |

Gazeta de Madrid, Número 55. Any 1809.
Després de ser assassinat, el cadàver de San Juan va ser mutilat, arrossegat pels carrers de Talavera, penjat d'un arbre, apedregat i després va rebre diversos trets més; tropes franceses comandades pel general Antoine Charles Louis Lasalle trobarien el cadàver ultratjat i uniformat de San Juan l'11 de gener quan van ocupar Talavera mentre perseguien els espanyols en retirada.

El diari francès "Le Moniteur universel" va descriure en el seu número del dia 12 l'escena trobada en els termes següents:
| « | "Un cadàver revestit d'uniforme de general espanyol estava suspès d'una forca, foradat per mil trets de fusell; era el general don Benito San Juan a qui els seus soldats en el desordre del seu tremend pànic, i per donar un pretext a la seva covardia, havien sacrificat tan indignament. No van agafar alè a Talavera sinó per torturar el seu desgraciat general que, durant tot un dia, va ser l'objectiu de la seva barbàrie i de la seva atroç finalitat." | » |

## Commemoració
Al municipi de Somosierra (província de Madrid), amb motiu del bicentenari de la batalla del mateix nom, l'Associació Històric Cultural Voluntaris de Madrid 1808-1814, va erigir una placa en honor a aquest general.